# Hebius groundwateri
Espèce
Synonymes
- Natrix groundwateri Smith, 1922
- Amphiesma groundwateri (Smith, 1922)

Statut de conservation UICN

 DD  : Données insuffisantes
Hebius groundwateri est une espèce de serpents de la famille des Natricidae. 

## Répartition
Cette espèce est endémique de Thaïlande. Elle se rencontre dans les provinces de Ranong et de Chumpon.

## Description
L'holotype de Hebius groundwateri, un mâle, mesure 450 mm dont 165 mm pour la queue. Cette espèce a le dos noirâtre avec une série de points jaunes le long de la colonne vertébrale. Sa face ventrale est jaunâtre.

## Étymologie
Son nom d'espèce lui a été donné en l'honneur de C. L. Groundwater qui a notamment illustré à diverses occasions le Journal of the Natural History Society of Siam.

## Publication originale
- Smith, 1922 : Notes on Reptiles and Batrachians from Siam and Indo-China (No. 1). Journal of the Natural History Society of Siam, vol. 4, p. 203-214 (texte intégral).